# Премія «Золота жар-птиця» (7-ма церемонія вручення)
Премія «Золота жар-птиця» — щорічна українська національна музична премія. Сьома церемонія нагородження найкращих в українській музиці у період з 1 березня 2017 по 1 березня 2018 року.
Нагороди від телеканалу М2 у вигляді пера золотої жар-птиці отримають переможці у дванадцятьох номінаціях: співак року, співачка року, поп-гурт, рок-гурт, хіт року, кліп року, балада року, прорив року, нові імена, народний хіт, денс-хіт та інді.

## Журі
Переможців визначило журі, до якого увійшло 25 найавторитетніших експертів українського шоу-бізнесу, а саме: Валентин Коваль, Натела Чхартішвілі-Зацаринна, Роман Недзельський, Олена Мозгова, Юрій Нікітін, Руслан Квінта, Віталій Клімов, Віталій Дроздов, Роман Муха, Євген Філатов, Євген Фешак, Роман Давидов, Олександр Рассказов, Антон Цеслик, Валерій Сасковець, Роман Кальмук, Вадим Лисиця, Сергій Кузін, Михайло Некрасов, Дмитро Клімашенко, Андрій Великий, Андрій Пасічник, Ігор Кондратюк, Алан Бадоєв, та Денис Буданцев.

## Церемонія нагородження
Церемонія нагородження національної музичної премії «Золота Жар-птиця» від телеканалу М2 та компанії «Таврійські Ігри» відбулась 19 травня 2018 року у Палаці «Україна» та супроводжувалася музичним шоу за участі українських артистів: Альоша, TAYANNA, MONATIK, Олександр Пономарьов, «СКАЙ», «Без обмежень», «TamerlanAlena», Kadnay, «Время и Стекло», «Mozgi», Michelle Andrade, NK, Ірина Федишин, «The Hardkiss», Sonya Kay та Наталка Карпа.
Ведучими церемонії «Золота жар-птиця»-2018 стали: Оля Цибульська, Нікіта Добринін, Андрій Чорновол та Галина Завійська.

### Виступи
| Виконавець                                                         | Пісня              |
| ------------------------------------------------------------------ | ------------------ |
| TAYANNA                                                            | «Леля»             |
| «The Hardkiss»                                                     | «Мелодія»          |
| «TamerlanAlena»                                                    | «Покопокохай»      |
| MONATIK                                                            | «В цей день»       |
| Олександр Пономарьов                                               | «Найкраща»         |
| «Без обмежень»                                                     | «Хочеш»            |
| Sonya Kay                                                          | «Слухай моє серце» |
| Наталка Карпа                                                      | «Плюс один»        |
| «СКАЙ»                                                             | «Я тебе люблю»     |
| Kadnay                                                             | «Тіло»             |
| NK                                                                 | «Тримай»           |
| Альоша                                                             | «Текіла»           |
| Ірина Федишин                                                      | «Білі троянди»     |
| All stars MOZGI Ent. («Время и Стекло», «Mozgi», Michelle Andrade) | «Промінь»          |

## Номінанти та переможці
Більше всього номінацій зібрала співачка Альоша — вона представлена у 5-ти номінаціях з 12-ти.
Більше всього нагород (по 2) здобули TAYANNA та Олег Винник.
| Співачка року | Співак року |
| --- | --- |
| - Альоша - Ірина Федишин - Злата Огнєвіч - TAYANNA - Андріана                                                                                         | - Олег Винник - Олександр Пономарьов - Арсен Мірзоян - Pianoбой (Дмитро Шуров) - Андрій Kishe                                                              |
| Поп-гурт | Рок-гурт |
| - Selfy - TamerlanAlena - DZIDZIO - ТІК - DILEMMA | - The Hardkiss - Антитіла - Без обмежень - Воплі Відоплясова - СКАЙ                                                                                        |
| Хіт року | Кліп року |
| - Ірина Федишин — «Ти тільки мій» - Альоша — «Калина» - Злата Огнєвіч — «Танцювати» - DZIDZIO feat. Оля Цибульська — «Чекаю. Цьом» - ТІК — «Альо-на!» | - Альоша — «Калина» - Антитіла — «TDME» - Олег Винник — «Як жити без тебе» - Олександр Пономарьов — «Полонений» - TAYANNA — «Шкода»                        |
| Нові імена | Балада року |
| - LAUD - LETAY - Kadnay - Артем КАЙ - KAZKA | - Олександр Пономарьов — «Полонений» - СКАЙ — «Я тебе люблю» - Без обмежень — «Хочеш» - Антитіла — «TDME» - The Hardkiss — «Журавлі»                       |
| Прорив року | Народний хіт |
| - Sonya Kay - TARABAROVA - Ivan Navi - KAZKA - Artem Pivovarov                                                                                        | - ТІК — «Альо-на!» - Олег Винник — «Як жити без тебе» - Ірина Федишин — «Ти тільки мій» - DZIDZIO feat. Оля Цибульська — «Чекаю. Цьом» - Альоша — «Калина» |
| Dance-хіт | Інді |
| - Альоша — «Калина» - Злата Огнєвіч — «Танцювати» - Андрій Kishe & Osadchuk — «Один день» - TamerlanAlena — «Покопокохай» - TAYANNA — «Шкода»         | - Kadnay - Latexfauna - Сальто назад - Lumiere - ADAM |

*Жирним шарифтом виділені переможці в кожній номінації.